# ریچارد آرک رایت
سر ریچارد آرک رایت (به انگلیسی: Richard Arkwright) ‏ (۱۷۹۲ - ۱۷۳۲) ، مخترع بریتانیایی بود که بیشتر به خاطر اختراع دستگاه ریسندگی، که تولید انبوه پارچههای نخی را ممکن می‌ساخت، مشهور شد.
وی این اختراع را در سال ۱۷۶۹ به ثبت رساند و سپس نخستین کارگاه ریسندگی خود را بنیان گذاشت.
آرک رایت، پیشگام نظام کارخانهای جدید است. موفقیت بزرگ وی پایه‌گذار انقلاب صنعتی بود.